# We Can Change the World
"We Can Change the World" é uma canção da cantora americana Bridgit Mendler, disponibilizada para download digital no dia 11 de junho de 2011 pela Hollywood Records. A canção foi co-escrita por Bridgit Mendler. Foi gravada para o projeto Disney's Friends for Change, conhecido no Brasil como Amigos Transformando o Mundo.

## Vídeo musical
O vídeo da música foi liberado no dia 10 de junho de 2011 sobe direção de Art Spigel. O vídeo mostra Bridgit rodeada por árvores e aparece várias estrelas dos Disney Channel's internacionais levantando placas mostrando partes líricas da canção.

## Faixas
A versão digital de "We Can Change the World" foi lançada na iTunes Store, contém duas faixas, sendo a primeira com duração de três minutos e dezenove segundos. A segunda faixa contém o vídeo da canção com duração de três minutos e vinte segundos.
| Download digital |                                   |                 |         |  |
| N.º              | Título                            | Compositor(es)  | Duração |  |
| 1.               | "We Can Change the World"         | Bridgit Mendler | 3:19    |  |
| 2.               | "We Can Change the World (vídeo)" | Bridgit Mendler | 3:20    |  |